# Treno leggero
La definizione di treno leggero (o meglio accelerato leggero, individuato dalla sigla A seguita da un numero sull'orario ferroviario) venne attribuita, a partire dagli anni trenta, ad un treno accelerato che effettuava servizio viaggiatori la cui composizione era costituita da un numero ridotto di veicoli trainati; ciò permetteva al treno una maggiore accelerazione dopo ogni fermata e pertanto un minore tempo di percorrenza.
I treni leggeri effettuavano generalmente gli stessi servizi dei treni accelerati (e conservavano tale categoria) con tutte le fermate della linea percorsa, ma con una percorrenza molto più ridotta in termini di tempo. In alcuni casi gli accelerati leggeri venivano sostituiti da automotrici man mano che tali veicoli venivano immessi in servizio in quanto meno onerose in termini di costi di esercizio. I treni in questione venivano denominati in orario con la sigla AT seguita da un numero.